# Манра
Манра (англ. Manra Island) — необитаемый атолл в юго-восточной части архипелага Феникс. Лежит в 965 км от Паго-Паго, административного центра Американского Самоа, и в 96 км от острова Орона (Хулл). Другое название атолла — Сидни, Сидней (англ. Sydney).

## География

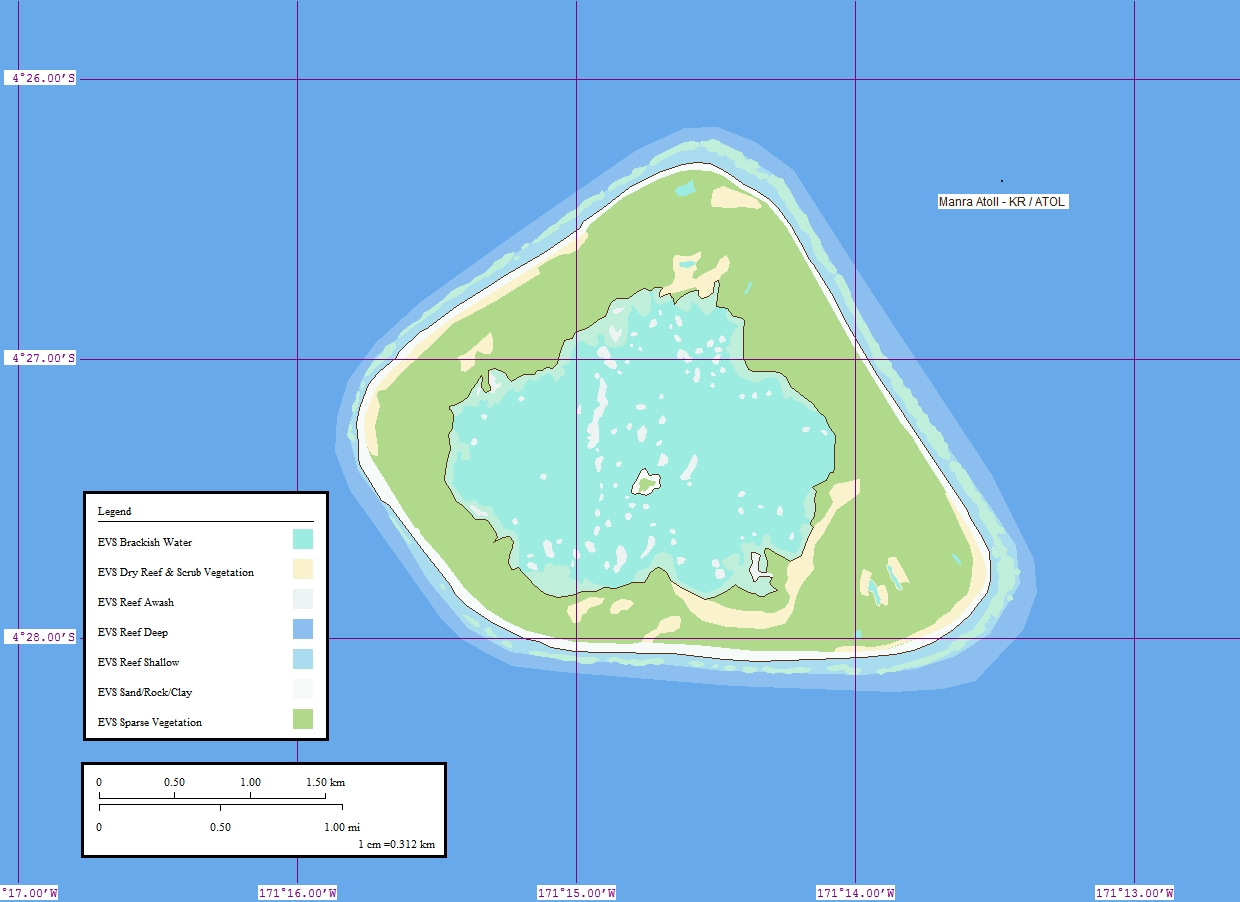
Карта острова Манра

Остров имеет форму треугольника с закруглёнными углами, одна из сторон которого имеет длину в 3,2 км. В центре атолла — солёная лагуна округлой формы, диаметр которой — около 1,6 км, а глубина — 4,5-5,5 м. На юго-востоке Манры, где в прошлом добывалось гуано, находятся небольшие пруды, заполненные солоноватой водой и часто пересыхающие в сухой период. Остров окружён рифами. Пляж Сидни сформирован из песчаника и обломков кораллов. Приблизиться к острову достаточно трудно из-за высокой опасности повреждения судна.
Пляж Манры постепенно опускается к лагуне, а на западной стороне острова растут кокосовые пальмы, образующие рощицу.

## Флора и фауна
На северо-востоке острова есть непроходимые заросли. В 1904 году рядом с прудами в юго-восточной части атолла были посажены кокосовые пальмы. Среди других растений Манры можно выделить турнефорция, пизонию, моринду, сцеволу и некоторые другие низкорослые травы.
На острове много гнездующихся морских птиц. Встречаются дикие свиньи, малая крыса, ящерицы, крабы-отшельники. В лагуне огромное изобилие рыб и крабов.

## История
На острове найдены постройки, свидетельствующие о том, что на Манре несколько веков назад жили полинезийцы. Из них наиболее важна небольшая усыпальница и несколько платформ, характерных для народов Микронезии. Сохранились и колодцы.
Остров Манра был открыт в 1823 году капитаном Эмментом, назвавшим его Сидни. Американская экспедиция, искавшая этот остров, случайно открыла остров Хулл 26 августа 1840 года. На нём они встретили больного француза и 11 таитян, которые указали им путь до острова Сидни. Но из-за шторма им так и не удалось найти Манру.
Остров Сидни был интересен для компаний, занимавшихся добычей гуано, разработки которого на Манре продолжались с сентября 1883 года по 1885 год. Для транспортировки гуано на судна использовались вагонетки. Лагерь располагался на западе острова. 26 июня 1889 года над Манрой был установлен протекторат Британской империи. В дальнейшем остров сдавался в аренду. В 1930-х годах правительство колонии Острова Гилберта и Эллис проводили политику переселения жителей архипелага Гилберта на острова Феникс. В результате в 1933 году 130 жителей островов Гилберта были переселены на остров Манра.
В настоящее время остров Манра — территория Республики Кирибати, заповедник.